# Німеєшть
Німеєшть, Німеєшті (рум. Nimăiești) — село у повіті Біхор в Румунії. Входить до складу комуни Курецеле.
Село розташоване на відстані 381 км на північний захід від Бухареста, 56 км на південний схід від Ораді, 92 км на захід від Клуж-Напоки, 136 км на північний схід від Тімішоари.

## Населення
За даними перепису населення 2002 року у селі проживали 888 осіб.
Національний склад населення села:
| Національність | Кількість осіб | Відсоток |
| -------------- | -------------- | -------- |
| румуни         | 880            | 99,1%    |
| цигани         | 7              | 0,8%     |

Рідною мовою назвали:
| Мова      | Кількість осіб | Відсоток |
| --------- | -------------- | -------- |
| румунська | 880            | 99,1%    |
| циганська | 7              | 0,8%     |